# Saint-Maurice-de-Rotherens
Saint-Maurice-de-Rotherens – miejscowość i dawna gmina we Francji, w regionie Owernia-Rodan-Alpy, w departamencie Sabaudia. W 2016 roku populacja ówczesnej gminy wynosiła 221 mieszkańców. 
W dniu 1 stycznia 2019 roku z połączenia trzech ówczesnych gmin – Gresin, Saint-Genix-sur-Guiers oraz Saint-Maurice-de-Rotherens – powstała nowa gmina Saint-Genix-les-Villages. Siedzibą gminy została miejscowość Saint-Genix-sur-Guiers. 